# Volley Soverato 2010-2011
Questa voce raccoglie le informazioni riguardanti il Volley Soverato nelle competizioni ufficiali della stagione 2010-2011.

## Organigramma societario
Area direttiva
- Presidente: Antonio Matozzo

Area tecnica
- Allenatore: Francesco Montemurro
- Allenatore in seconda: Antonio Stella
- Scout man: Simone Franceschi

Area sanitaria
- Medico: Vittorio Pittelli
- Preparatore atletico: Marcello Mondilla
- Fisioterapista: Francesco Zaffino

## Rosa
| N° | Nome                 | Ruolo | Data di nascita  | Nazionalità sportiva |
| -- | -------------------- | ----- | ---------------- | -------------------- |
| 1  | Moana Ballarini      | L     | 16 luglio 1987   | Italia               |
| 3  | Giulia Della Rosa    | P     | 5 febbraio 1984  | Italia               |
| 4  | Roberta Bottiglione  | C     | 18 aprile 1984   | Italia               |
| 5  | Gabriella Scilì      | O     | 21 febbraio 1981 | Italia               |
| 6  | Paola Capuano        | S     | 4 febbraio 1978  | Italia               |
| 7  | Sandra Spaccarotella | L     | 28 maggio 1976   | Italia               |
| 8  | Giulia Rubini        | S     | 3 luglio 1990    | Italia               |
| 9  | Tatjana Bokan        | S     | 8 aprile 1988    | Montenegro           |
| 10 | Elisa Peluso         | P     | 6 maggio 1978    | Italia               |
| 11 | Ylenia Vanni         | C     | 3 settembre 1984 | Italia               |
| 14 | Petja Cekova         | O     | 13 ottobre 1986  | Bulgaria             |

## Risultati

### Serie A2

#### Girone di andata
| 1ª giornata - 16 ottobre 2010 PalaScoppa, Soverato               | Soverato            | 3 - 0 | Verona         | 27-25, 25-19, 26-24               |
| 2ª giornata - 24 ottobre 2010 PalaMaddalene, Chieri              | Chieri              | 3 - 0 | Soverato       | 25-20, 25-17, 25-19               |
| 3ª giornata - 31 ottobre 2010 PalaScoppa, Soverato               | Soverato            | 0 - 3 | Busnago        | 20-25, 21-25, 18-25               |
| 4ª giornata - 7 novembre 2010 PalaSerenelli, Loreto              | Loreto              | 3 - 1 | Soverato       | 25-9, 25-18, 23-25, 25-21         |
| 5ª giornata - 14 novembre 2010 PalaScoppa, Soverato              | Soverato            | 1 - 3 | Cuatto Giaveno | 19-25, 19-25, 25-14, 18-25        |
| 6ª giornata - 21 novembre 2010 PalaBertoni, Crema                | Crema               | 3 - 0 | Soverato       | 25-20, 25-22, 25-18               |
| 7ª giornata - 28 novembre 2010 PalaScoppa, Soverato              | Soverato            | 3 - 0 | Time Matera    | 25-18, 25-19, 25-18               |
| 8ª giornata - 5 dicembre 2010 PalaLavinium, Pomezia              | RDM Pomezia         | 3 - 2 | Soverato       | 23-25, 25-22, 20-25, 25-17, 15-12 |
| 9ª giornata - 12 dicembre 2010 PalaScoppa, Soverato              | Soverato            | 1 - 3 | Parma          | 20-25, 25-19, 19-25, 16-25        |
| 10ª giornata - 19 dicembre 2010 PalaScoppa, Soverato             | Soverato            | 3 - 1 | San Vito       | 25-18, 25-19, 20-25, 25-21        |
| 11ª giornata - 26 dicembre 2010 PalaBerlinguer, Bellizzi         | Pontecagnano Faiano | 3 - 1 | Soverato       | 25-12, 25-19, 19-25, 25-15        |
| 12ª giornata - 9 gennaio 2011 PalaParenti, Santa Croce sull'Arno | Santa Croce         | 3 - 0 | Soverato       | 25-22, 25-18, 25-21               |
| 13ª giornata - 16 gennaio 2011 PalaScoppa, Soverato              | Soverato            | 3 - 0 | Forlì          | 25-23, 27-25, 25-21               |

#### Girone di ritorno
| 14ª giornata - 22 gennaio 2011 PalaOlimpia, Verona                  | Verona         | 3 - 0 | Soverato            | 25-22, 25-22, 25-20               |
| 15ª giornata - 30 gennaio 2011 PalaScoppa, Soverato                 | Soverato       | 0 - 3 | Chieri              | 12-25, 20-25, 20-25               |
| 16ª giornata - 6 febbraio 2011 PalaBusnago, Busnago                 | Busnago        | 3 - 2 | Soverato            | 25-15, 25-13, 14-25, 18-25, 15-13 |
| 17ª giornata - 13 febbraio 2011 PalaScoppa, Soverato                | Soverato       | 3 - 0 | Loreto              | 25-19, 25-21, 25-22               |
| 18ª giornata - 19 febbraio 2011 Palazzetto dello Sport, Giaveno     | Cuatto Giaveno | 3 - 1 | Soverato            | 25-23, 25-21, 22-25, 28-26        |
| 19ª giornata - 27 febbraio 2011 PalaScoppa, Soverato                | Soverato       | 3 - 1 | Crema               | 25-19, 25-21, 8-25, 25-23         |
| 20ª giornata - 6 marzo 2011 PalaSassi, Matera                       | Time Matera    | 3 - 1 | Soverato            | 21-25, 25-20, 25-20, 25-20        |
| 21ª giornata - 19 marzo 2011 PalaScoppa, Soverato                   | Soverato       | 0 - 3 | RDM Pomezia         | 23-25, 22-25, 23-25               |
| 22ª giornata - 27 marzo 2011 PalaRaschi, Parma                      | Parma          | 3 - 0 | Soverato            | 25-13, 25-16, 25-22               |
| 23ª giornata - 3 aprile 2011 PalaMacchitella, San Vito dei Normanni | San Vito       | 0 - 3 | Soverato            | 20-25, 21-25, 22-25               |
| 24ª giornata - 10 aprile 2011 PalaScoppa, Soverato                  | Soverato       | 0 - 3 | Pontecagnano Faiano | 20-25, 20-25, 18-25               |
| 25ª giornata - 17 aprile 2011 PalaScoppa, Soverato                  | Soverato       | 3 - 0 | Santa Croce         | 25-23, 25-23, 25-20               |
| 26ª giornata - 23 aprile 2011 PalaRomiti, Forlì                     | Forlì          | 3 - 0 | Soverato            | 25-18, 25-21, 25-20               |

## Statistiche

### Statistiche di squadra
| Competizione | Punti | In casa | In casa | In casa | In trasferta | In trasferta | In trasferta | Totale | Totale | Totale |
| Competizione | Punti | G       | V       | P       | G            | V            | P            | G      | V      | P      |
| ------------ | ----- | ------- | ------- | ------- | ------------ | ------------ | ------------ | ------ | ------ | ------ |
| Serie A2     | 26    | 13      | 7       | 6       | 13           | 1            | 12           | 26     | 8      | 18     |
| Totale       | -     | 13      | 7       | 6       | 13           | 1            | 12           | 26     | 8      | 18     |

G = partite giocate; V = partite vinte; P = partite perse

### Statistiche dei giocatori
| Giocatore        | Serie A2 | Serie A2 | Serie A2 | Serie A2 | Serie A2 | Totale | Totale | Totale | Totale | Totale |
| Giocatore        | P        | PT       | AV       | MV       | BV       | P      | PT     | AV     | MV     | BV     |
| ---------------- | -------- | -------- | -------- | -------- | -------- | ------ | ------ | ------ | ------ | ------ |
| M. Ballarini     | 26       | 0        | 0        | 0        | 0        | 26     | 0      | 0      | 0      | 0      |
| T. Bokan         | 25       | 351      | ?        | ?        | ?        | 25     | 351    | ?      | ?      | ?      |
| R. Bottiglione   | 26       | 139      | ?        | ?        | ?        | 26     | 139    | ?      | ?      | ?      |
| P. Capuano       | 22       | 207      | ?        | ?        | ?        | 22     | 207    | ?      | ?      | ?      |
| P. Cekova        | 25       | 328      | ?        | ?        | ?        | 25     | 328    | ?      | ?      | ?      |
| G. Della Rosa    | 26       | 19       | ?        | ?        | ?        | 26     | 19     | ?      | ?      | ?      |
| E. Peluso        | 24       | 42       | ?        | ?        | ?        | 24     | 42     | ?      | ?      | ?      |
| G. Rubini        | 14       | 17       | ?        | ?        | ?        | 14     | 17     | ?      | ?      | ?      |
| G. Scilì         | 23       | 40       | ?        | ?        | ?        | 23     | 40     | ?      | ?      | ?      |
| S. Spaccarotella | 24       | 1        | ?        | ?        | ?        | 24     | 1      | ?      | ?      | ?      |
| Y. Vanni         | 26       | 203      | ?        | ?        | ?        | 26     | 203    | ?      | ?      | ?      |

P = presenze; PT = punti totali; AV = attacchi vincenti; MV = muri vincenti; BV = battute vincenti